# Reggenza di Halmahera Centrale
La reggenza di Halmahera Centrale (in indonesiano: Kabupaten Halmahera Tengah) è una reggenza dell'Indonesia, situata nella provincia di Maluku Settentrionale.